# کروارا (تیرول جنوبی)
کُروارا (به ایتالیایی: Corvara in Badia) یک کومونه در ایتالیا است که در تیرول جنوبی واقع شده‌است. کروارا ۴۲٫۲ کیلومتر مربع مساحت و ۱٬۳۴۰ نفر جمعیت دارد و ۱٬۵۶۸ متر بالاتر از سطح دریا واقع شده‌است.